# موهل

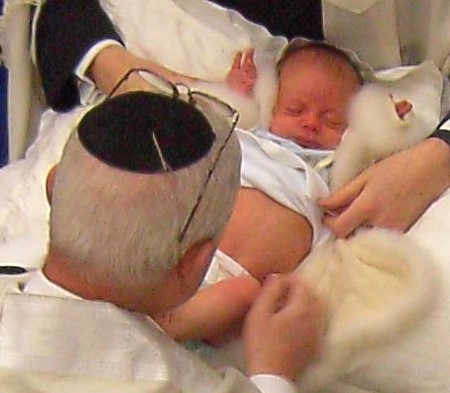

موهل (بالعبرية: מוֹהֵל) وجمعه: موهليم (بالعبرية: מוֹהֲלִים)؛ هو اسم الشخص الذي يقوم بعملية الختان في مراسم بريت ميلاه أو غيرها في اليهودية، وموهل اسم فاعل مشتق من جذر فعل مول (بالعبرية: מוּל) أي خَتَنَ، مثلما اشتُق من الأخير اسم ميلاه (بالعبرية: מילה) الذي يعني الخِتان في العبرية. أقدم ذكر لشخص حمل هذا الاسم وقام بهذه العملية يعود إلى القرن الرابع بعد الميلاد، حيث ورد في إحدى نصوص التلمود.